# Plenckia populnea
Plenckia populnea är en benvedsväxtart som beskrevs av Reiss. Plenckia populnea ingår i släktet Plenckia och familjen Celastraceae.

## Underarter
Arten delas in i följande underarter:
- P. p. angustifolia
- P. p. cordifolia
- P. p. obovata